# Elsholtzia rugulosa
Elsholtzia rugulosa es una especie de la familia Lamiaceae, es originaria de Asia donde se distribuye por Birmania, Vietnam y China.

## Propiedades
Es una planta utilizada comúnmente en China para prevenir gripes y para curarla en caso de que ya esté instalada. 
Investigadores de la Academia China de Ciencias Médicas han estudiado esta planta, confirmando su gran potencial para enfrentar la gripe, y abriendo la puerta a la especulación.
Esta planta contiene cinco flavonoides (apigenina, luteolina, apiina, galuteolina y luteolina 3’), los cuales juegan un rol clave en la prevención de enfermedades virales, haciéndolo con gran efectividad. Los investigadores esperan que la investigación sobre esta planta permita encontrar en el futuro cercano una eventual cura ante la gripe. Es un principio activo meticilina resistente a Staphylococcus aureus.
Sin embargo, de conclusiones ni se habla. La investigación sobre Elsholtzia rugulosa ha llegado hasta este punto. 
Sería interesante explorarla más a fondo para así comprobar la efectividad de la planta en lo que se promete como 
una pandemia con mayor alcance que la gripe aviar.

## Taxonomía
Elsholtzia rugulosa fue descrita por William Botting Hemsley y publicada en Journal of the Linnean Society, Botany 26(175): 278, en 1890.